# Geschiedenis van sciencefiction
Sciencefiction is geen vastomlijnd literair genre, wat het moeilijk maakt om het precies te definiëren. In het algemeen beschrijft sciencefiction hoe een veronderstelde werkelijkheid met (min of meer) wetenschappelijke theorieën mogelijk wordt.

## De oorsprong van sciencefiction

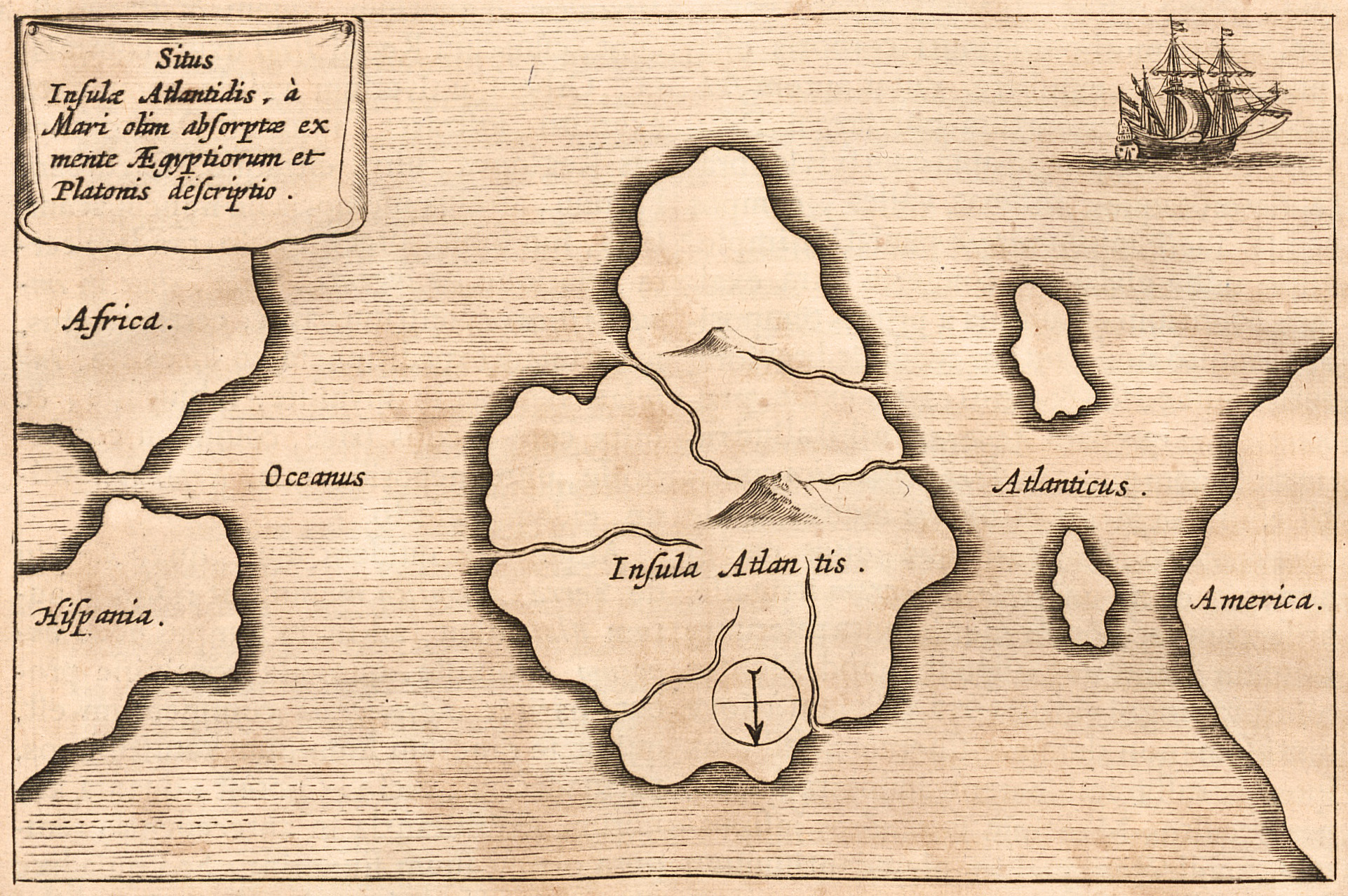
Kaart van Atlantis door Athanasius Kircher

Een beginpunt van het sciencefictiongenre is moeilijk te bepalen. De Amerikaanse schrijver Lester del Rey heeft beweerd dat het Gilgamesj-epos het eerste sciencefictionverhaal was. Ook het verhaal van Ikaros uit de Griekse mythologie wordt vaak als sciencefiction beschouwd. Andere werken met sciencefiction-elementen uit het klassieke Griekenland zijn Aristophanes' Wolken (423 v.Chr.) en Vogels (414 v.Chr.) en Plato's beschrijvingen van Atlantis uit Timaeus en Critias (na 385 v.Chr.) De Ramayana uit de Hindoeïstische epische literatuur (500-100 v.Chr.) beschrijft onderwater-, lucht- en ruimteschepen. L. Sprague de Camp en andere schrijvers beschouwen de Griekse satireschrijver Lucianus van Samosata als de eerste echte sciencefictionschrijver, omdat deze in zijn Ware Geschiedenis uit 160 rept van een reis naar de maan.

## De wetenschappelijke revolutie

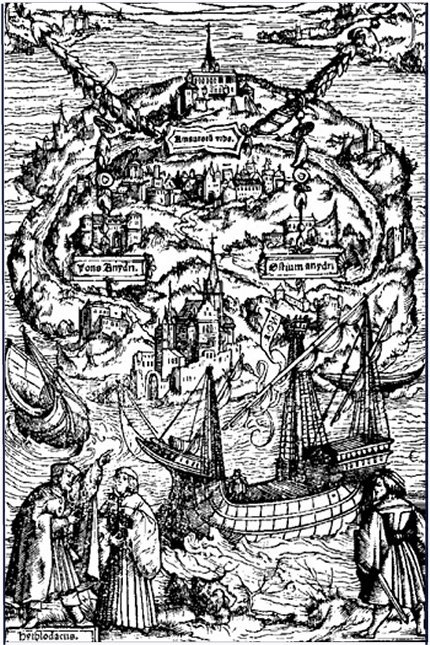
Gravure uit Thomas Mores Utopia

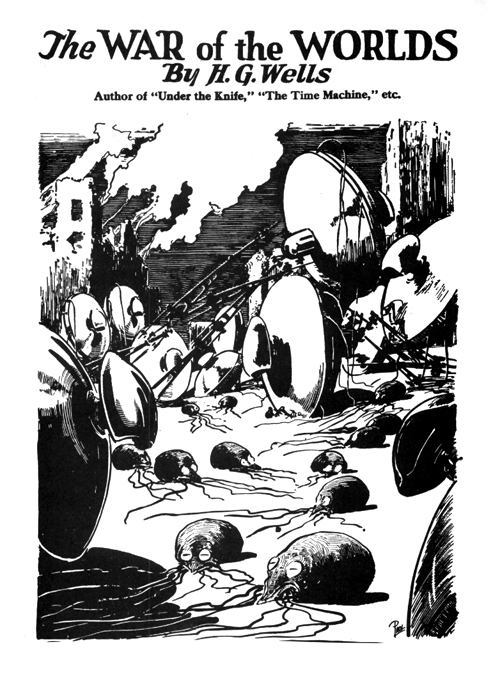
Omslag van H.G. Wellss boek The War of the Worlds

William Shakespeares The Tempest (De storm) uit 1611 wordt vaak gezien als het eerste "mad scientist"-verhaal en dit toneelstuk werd eeuwen later als basis voor de sciencefictionfilm Forbidden Planet gebruikt. De wetenschappelijke revolutie, en dan vooral de geschriften van Galileo Galilei worden ook genoemd als het begin van het sciencefictiongenre. Daarnaast worden vaak ook Thomas Mores Utopia (1515), Johannes Keplers Somnium (de droom) (1634) en Jonathan Swifts Gullivers reizen (1726) en Voltaires Le Micromégas (1752). beschouwd als (proto-)sciencefictionverhalen.
Brian Aldiss meent dat sciencefiction niet mogelijk is zonder wetenschap. Volgens hem is het eerste echte sciencefictionverhaal dan ook veel later geschreven dan de hier boven aangehaalde verhalen. In zijn boek Billion Year Spree draagt hij Frankenstein (1818) van de Engelse schrijfster Mary Shelley voor als het eerste echte sciencefictionverhaal. Volgens hem is dit het eerste verhaal is waarin een wetenschappelijk onderwerp (in dit geval elektriciteit) wordt gebruikt in plaats van mythische of magische krachten om wonderbaarlijke gebeurtenissen in het verhaal te verklaren. Maar heden ten dage wordt deze roman meestal bij de Gothic horror ingedeeld. Het Bengaalse Shukra Bhraman (Reizen naar Jupiter) van Jagadananda Roy werd geschreven in 1857 en uitgegeven in 1879. Dit verhaal en de verhalen van de Fransman Jules Verne (Twintigduizend mijlen onder zee, De reis naar de maan') worden tegenwoordig in de eerste plaats als avonturenverhalen beschouwd, en pas in de tweede plaats als sciencefictionverhalen. Alle bovenstaande verhalen worden nu meestal proto-sciencefiction genoemd.
De eerste door iedereen erkende echte sciencefictionschrijver was de Brit H.G. Wells. Hij was de eerste schrijver die door metafysische en filosofische speculatie zijn werelden opbouwde, zoals dat ook in de moderne sciencefictionliteratuur wordt gedaan. Morele vraagstukken, vervreemding van het individu ten opzichte van de technisch hoogontwikkelde maatschappij en de bedreiging van te ver doorgedreven wetenschap voor de mens zijn thema's die ook nu nog in sciencefictionverhalen worden verwerkt. Bekende sciencefictionromans van hem zijn De Tijdmachine (The Time Machine 1895) en De oorlog der werelden (The War of the Worlds 1898).

## De pulps
Vlak voor de eeuwwisseling werden in de Verenigde Staten de "pulps" uitgevonden: zeer goedkope tijdschriften, gedrukt op de allergoedkoopste papiersoort: houtpulp. In 1912 verscheen hierin Under the Moons of Mars van Edgar Rice Burroughs. Met zijn daaropvolgende Tarzan-, Pellucidar- en Venus-verhalen legde Burroughs de basis voor een subgenre van de sciencefiction: fantasy. In Tsjechië schreef Karel Čapek zijn toneelstuk R.U.R. (Rossum's Universele Robots), waarmee hij het woord robot uitvindt. En in Rusland schreef Jevgeni Zamjatin de dystopische roman Wij, die van grote invloed was op de latere meesterwerken van Aldous Huxley (Brave New World uit 1932) en George Orwell (1984 uit 1950).
De term sciencefiction werd bedacht door uitgever Hugo Gernsback. In 1926 bracht deze het pulpblad Amazing Stories uit, dat specifiek op sciencefictionverhalen was gericht. Het hierin opgenomen verhalengenre werd Scientification genoemd. Enkele jaren later, in 1929, gebruikte hij in Science Wonder Stories, een ander blad van hem, voor het eerst de term Science Fiction.

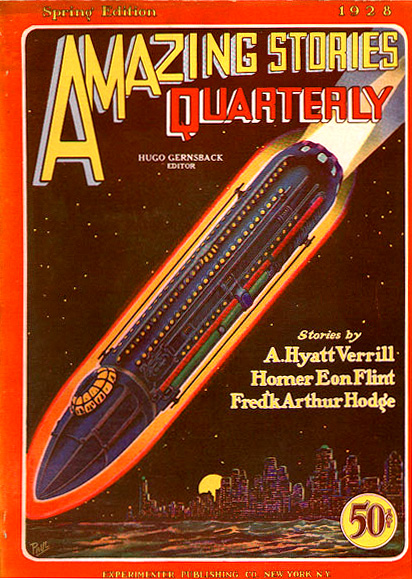
Amazing Stories-uitgave uit 1928

## Golden Age
Na H.G. Wells was Olaf Stapledon de volgende vernieuwende schrijver. In zijn boeken Last and First Men (1930), Odd John (1935), Star Maker (1937) en Sirius (1940) beschreef hij vele ideeën die door andere schrijvers zouden worden uitgewerkt. Een ander belangrijk werk uit de jaren 40 was de Nul-A-trilogie van A.E. van Vogt, waarvan in 1945 het eerste deel uitkwam. Het in 1930 opgerichte pulpblad Astounding Stories (de naam werd in 1960 veranderd in Analog Science Fiction and Fact) wordt algemeen gezien als het platform waar de moderne sf werd geboren. Verantwoordelijk hiervoor was redacteur John W. Campbell: in zijn blad verschenen de in het Angelsaksische taalgebied als de "grote drie" bekende schrijvers Isaac Asimov, Robert A. Heinlein en Arthur C. Clarke. In Amerika werden de jaren van 1938-1950 dan ook de Golden Age of Science Fiction genoemd. Asimov begon zijn Foundation-serie in 1951, Heinlein schreef onder andere Starship Troopers en Dubbelster.

## Zachte sciencefiction
De Brit Ray Bradbury schreef in 1953 het dystopische Fahrenheit 451 en in Polen schreef Stanisław Lem vele sciencefictionboeken, waaronder het bekende Solaris in 1961, dat in 1972 werd verfilmd door Andrei Tarkovsky (Solaris (film 1972)) en in 2002 opnieuw door Steven Soderbergh (Solaris (2002)). Heinleins Vreemdeling in een vreemd land uit 1961, een destijds controversieel messias-verhaal, Frank Herberts Duin uit 1963 en Arthur C. Clarkes 2001: A Space Odyssey uit 1968 markeerden het begin van de New Wave, serieuze experimentele sciencefictionverhalen als tegenwicht voor de pulpverhalen. Ook Ursula Le Guin (sociologische en feministische sciencefiction) en J.G. Ballard (verhalen over de verwoesting van het milieu) vallen onder de New Wave en zijn nog steeds actueel. Veel van de verhalen uit de New Wave-periode vallen onder het subgenre zachte of soft-sf.

## Hernieuwde interesse in avonturen-sf
Hoewel de door E.E. 'Doc' Smith (Lensman-serie) geïntroduceerde avontuurlijke sciencefiction, waarin complete beschavingen en over de Melkweg verspreide sterrenrijken werden beschreven, nooit helemaal was verdwenen (Larry Nivens Bekende Ruimte-cyclus) kreeg dit genre midden jaren 80 een nieuwe impuls met Orson Scott Cards Ender-serie, Greg Bears Eon (1985), Dan Simmons' Hyperion-cyclus (vanaf 1989) en Stephen Baxters Xeelee-cyclus (vanaf 1991).

## Cyberpunk
William Gibsons roman Zenumagiër (Neuromancer) uit 1984 wordt beschouwd als het begin van de Cyberpunk-stroming, een subgenre dat zich richt op computers en informatietechnologie, vaak in combinatie met een afbreuk van de sociale orde. De verhalen concentreren zich meestal op een onbetekenend individu in een wereld met hackers, kunstmatige intelligentie, robots en mega-bedrijven, in een dystopische nabije toekomst waarin de macht bij de grote bedrijfsconglomeraten ligt. Andere cyberpunkschrijvers zijn Bruce Sterling (die samen met Gibson de Steampunkroman De stoomvlinder schreef) en Neal Stephenson.

## Sciencefiction in de Lage Landen

### Schrijvers in de lage landen
In het Nederlandse taalgebied werden maar weinig door lokale schrijvers geschreven sciencefictionverhalen uitgebracht. De Vlaamse schrijver Theo Bogaerts schreef al in 1928 de sciencefiction-avonturenroman Het oog op den heuvel. Leopold Vermeiren schreef in 1948 S.O.S. Justa I in nood! In  1962 verscheen De vervloekte planeet van de Vlaming John Vermeulen. De eveneens Vlaamse Paul van Herck schreef vanaf 1965 korte sciencefictionverhalen en enkele jaren later ook romans en hoorspelen in dit genre. Zijn bekendste werk is Sam, of de Pluterdag uit 1968. In Nederland schreef Carl Lans, naast hoorspelen voor de radio ook enkele sf-verhalen. De Nederlander Felix Thijssen schreef tussen 1971 en 1978 zo'n vijftien sciencefictionboeken, waaronder de achtdelige serie over Ruimteverkenner Mark Stevens en vier boeken over Arne Nay Sterzon. Deze boeken werden uitgebracht in de reeks Fontein SF, waarin ook ander Nederlandstalig werk werd opgenomen. In 1980 schreef de Nederlandse Wim Gijsen het sciencefictionboek De eersten van Rissan en een jaar later het aansluitende slotdeel De koningen van weleer, na het bovengenoemde Sam, of de Pluterdag en Duvels en Oranjemoeren (1968) van Grovis (een pseudoniem van Ruurd Groot en Eduard Visser) pas het derde Nederlandstalige werk in de sciencefictionboekenreeks M=SF van uitgeverij Meulenhoff. Thea Beckmann schreef eind de jaren 80 de trilogie Kinderen van Moeder Aarde, Het helse paradijs en Het Gulden Vlies van Thule. Veel meer Nederlandstalig werk werd sindsdien niet geschreven. In 2011 en 2015 verschenen nog respectievelijk de sciencefictionromans Enkeling en Ras van de Vlaming Johan Leys.

### Uitgevers
Sinds de jaren 30 zijn er in het Engelstalige taalgebied een groot aantal sciencefictiontitels verschenen. In de jaren zestig werd dit genre ook populair in Nederland en er waren dan ook een aantal uitgeverijen die, in een relatief korte tijd, de belangrijkste werken vertaalden en uitgaven. Naast series van onder andere Born, Bruna, Fontein, Scala en Prisma was die van Meulenhoff de belangrijkste.
Onder de subtitel M=SF startte de uitgever een reeks die zijn aanvang nam in 1967. De eerste 62 deeltjes verschenen met een witte kaft: de zogenoemde "witte reeks". Herdrukken hiervan en verdere uitgaven verschenen met een gekleurde omslag. De belangrijkste en invloedrijkste schrijvers zijn in de reeks te vinden zoals Isaac Asimov, Arthur C. Clarke, Philip K. Dick, Philip José Farmer, Harry Harrison, Robert Heinlein Frank Herbert, Ursula Le Guin, Fritz Leiber, Larry Niven, Jack Vance, A.E. van Vogt, Robert Silverberg, Theodore Sturgeon en Kurt Vonnegut.
In de jaren 80 verminderde de belangstelling van het publiek en hierdoor ook de nieuwe uitgave van vertaalde sf geleidelijk en veel uitgevers stopten hun sf-reeksen zelfs helemaal. Alleen Meulenhoff bleef over maar in de jaren 90 werd de frequentie van nieuwe vertaalde uitgaven ook hier steeds kleiner en werd in plaats daarvan steeds meer vertaalde Fantasy uitgegeven in de M=SF-reeks. Hierdoor verloor deze bekende reeks volgens vele fans grotendeels zijn 'pure' sciencefictionkarakter.
In het Nederlands taalgebied hebben uitgevers zich de laatste jaren vrijwel uitsluitend geconcentreerd op het fantasy-genre, mede door het succes van Harry Potter en The Lord of the Rings. Hierdoor worden veel nieuwe sciencefictionboeken niet meer vertaald, waardoor de sciencefictionfan op het (uitgebreide) Engelstalige aanbod is aangewezen. Door de opkomst van internetboekhandels waar men gemakkelijk aan nieuwe Engelstalige uitgaven komt en vooral ook de steeds intensievere verspreiding van de kennis van het Engels onder steeds jongere delen van de Nederlandstalige bevolking, is dit voor de meeste lezers geen erg groot probleem meer. Nieuwe Nederlandstalige sf-boeken zijn zodoende vrijwel altijd heruitgaven van oudere werken, op enkele uitzonderingen na: de nieuwe boeken van Jack Vance, Julian May en Dan Simmons werden wel in het Nederlands uitgebracht.